# Styrax curvirostratus
Styrax curvirostratus là một loài thực vật có hoa trong họ Bồ đề. Loài này được (B. Svengsuksa) Y. L. Huang & P.W. Fritsch mô tả khoa học đầu tiên năm 2003.